# マインド・ゲームス
『マインド・ゲームス』（英語: Mind Games）は、1973年に発表されたジョン・レノンのアルバム。当初は『ヌートピア宣言』という邦題だった。全英6位・全米9位を記録した。

## 解説
『サムタイム・イン・ニューヨーク・シティ』から約1年ぶりに発売されたアルバム。前作は政治的な色が強く商業的に失敗したため、レノンは大衆に受け入れられるアルバムを作るため、グリニッジ・ヴィレッジのアパートにてデモ音源の制作を開始した 。
当時のレノンは複数の問題を抱えていた。アメリカ合衆国滞在中、強制退去などを巡り頻繁に刑事訴追されていたことに加え、政治活動を理由に連邦捜査局に行動を監視されていたのである 。レノンはそのストレスに耐えながら僅か1週間で本作の全収録曲を書き上げた。
本作には「The Plastic U.F.Ono Band」というバックバンドが参加。メンバーは、デヴィッド・スピノザ（ギター）、ゴードン・エドワーズ（ベース）、ケン・アッシャー（キーボード）、ジム・ケルトナー（ドラム）、アーサー・ジェンキンス（パーカッション）、マイケル・ブレッカー（サックス）、バック・ボーカルのサムシング・ディファレント（クリスティン・ウィルトシャー、ジョセリン・ブラウン、キャシー・マル、エンジェル・コークリー）である。
また、このアルバムのセッションがニューヨークで開始されたのと同時期に、レノンとオノ・ヨーコは別居を開始した 。
また、本作は以前からプロデュースを担当していたフィル・スペクターではなく、レノン自身によってプロデュースされた。

## 収録曲

### サイド 1
1. マインド・ゲームス - "Mind Games"
2. タイト・A$ - "Tight A$"
3. あいすません - "Aisumasen (I'm Sorry)"
4. ワン・デイ - "One Day (At a Time)"
5. ブリング・オン・ザ・ルーシー - "Bring on the Lucie (Freda Peeple)"
6. ヌートピア国際賛歌 - "Nutopian International Anthem"

### サイド 2
1. インテューイション  - "Intuition"
2. アウト・ザ・ブルー - "Out the Blue"
3. オンリー・ピープル - "Only People"
4. アイ・ノウ - "I Know (I Know)"
5. ユー・アー・ヒア - "You are Here"
6. ミート・シティ - "Meat City"

### 2002年再発売盤CDボーナス・トラック
1. あいすません（ホーム・ヴァージョン） - "Aisumasen (I'm sorry) = Home Version"
2. ブリング・オン・ザ・ルーシー（ホーム・ヴァージョン） - "Bring on the Lucie (Freda Peeple) = Home Version"
3. ミート・シティ（ホーム・ヴァージョン） - "Meat City = Home Version"

## レコーディング・メンバー
- ジョン・レノン - ボーカル、コーラス、ギター、クラビネット、パーカッション
- ケン・アッシャー - ピアノ、ハモンドオルガン、メロトロン
- デヴィッド・スピノザ - ギター
- ゴードン・エドワーズ[5] - ベース
- ジム・ケルトナー[6] - ドラム
- リック・マロッタ[7] - ドラム
- マイケル・ブレッカー[8] - サックス
- スニーキー・ピート・クライノウ - ペダル・スティール・ギター
- サムシング・ディファレント（クリスティン・ウィルトシャー、ジョセリン・ブラウン、キャシー・マル、エンジェル・コークリー） - バック・ボーカル